# 長曽祢興里

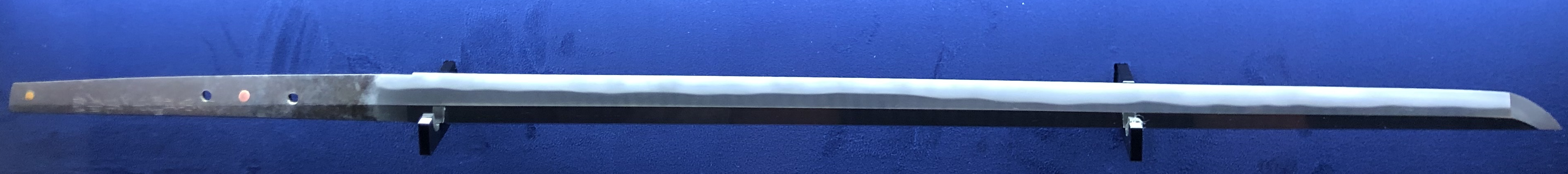
石灯籠切虎徹 刀　銘　長曽祢興里入道乕徹、石燈篭切（切付銘）

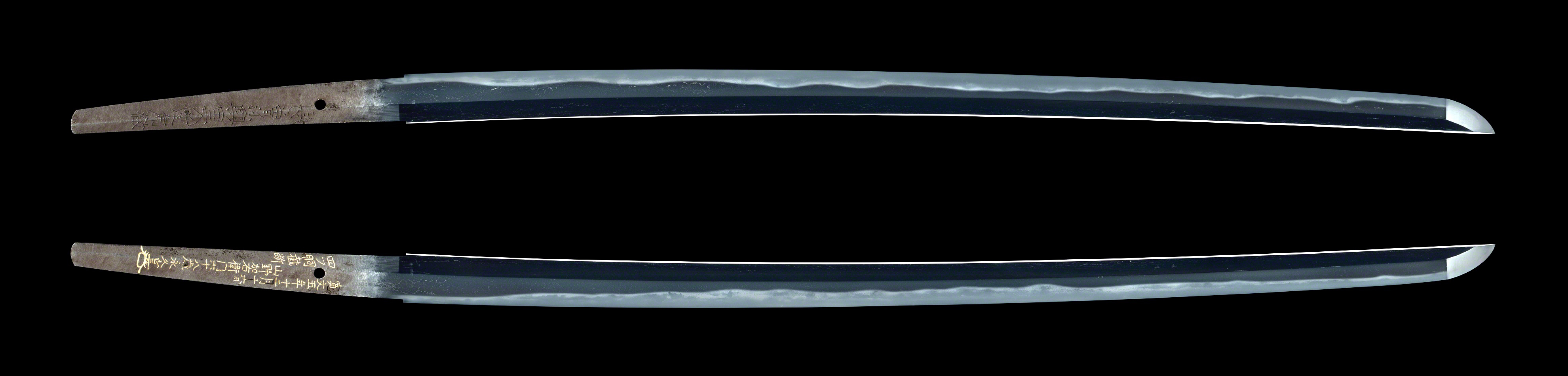
刀 銘 長曽祢興里入道乕徹／（金象嵌）寛文五年十二月十六日 山野加右衛門六十八歳永久（花押） 四ツ胴截断、東京富士美術館蔵

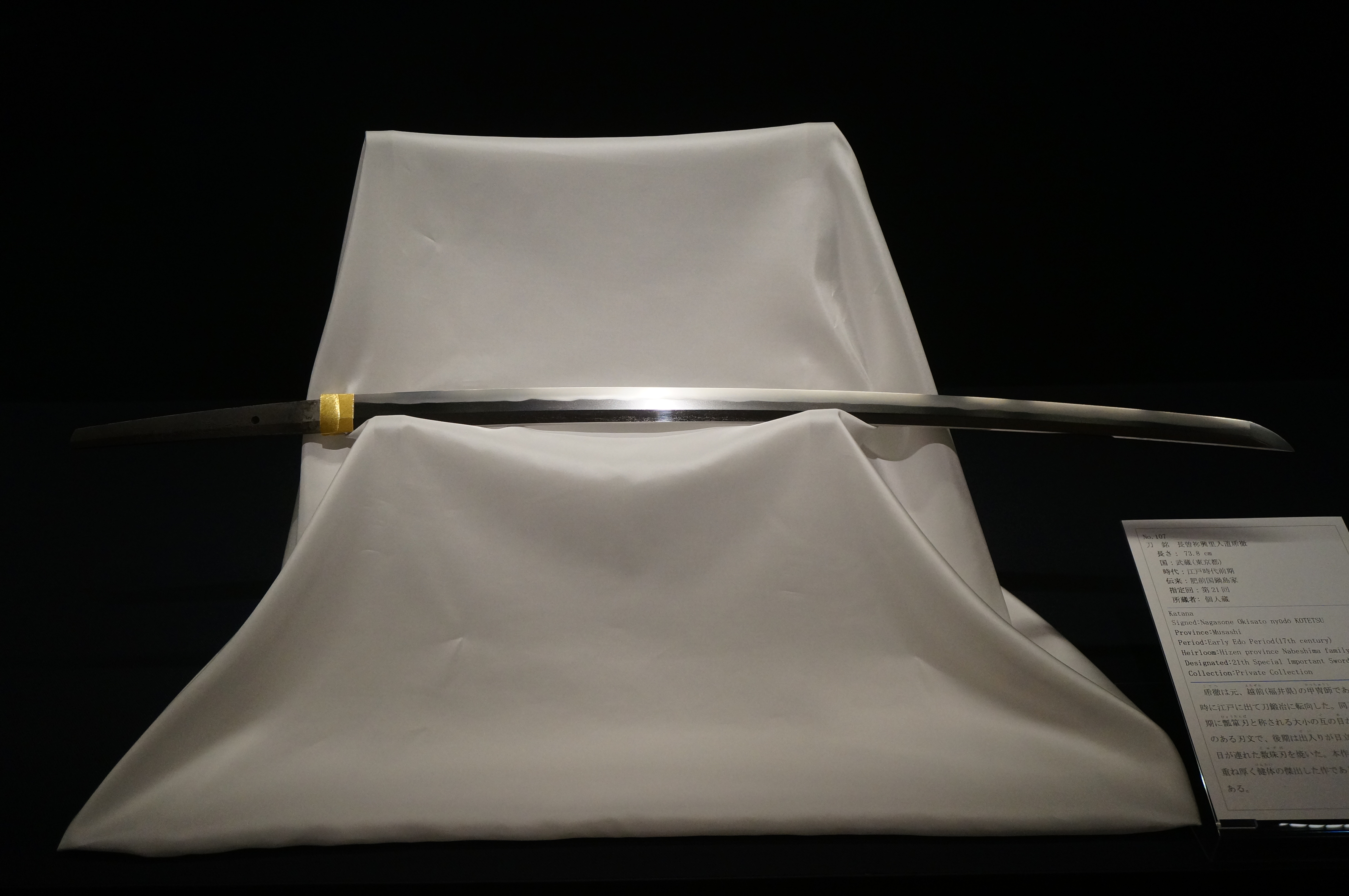
刀 銘 長曽祢興里入道乕徹、肥前国鍋島氏伝来、特別重要刀剣

長曽祢興里（ながそね おきさと、不明 - 延宝6年（1678年）6月24日）は、江戸時代（寛文頃）の刀工。江戸時代後期に出版された『懐宝剣尺』（寛政9年・1797年）で最上大業物に 選ばれた刀工である。剃髪して入道名を虎徹と名乗った。長曽祢虎徹興里（ながそね こてつ おきさと）、長曽祢興里虎徹（ながそね おきさと こてつ）、あるいは長曽祢興里入道虎徹（ながそね おきさとにゅうどう こてつ）とも称される。

## 概要
一般には近江国長曽根村出身とされるも、近江と越前の両説が存在する。元々長曽祢一族は雑鍛冶の集団で甲冑師を生業としたが、50歳ごろに興里は江戸に移住する。和泉守兼重を師とする説が定説とされている。新刀第一の名工とされる。
作刀時期により「虎徹」を表す銘が変遷し、『古徹』・『虎徹』（はねとら）・『乕徹』（はことら）の漢字が使用された。その他、「興」の下部が「い」に見えるため『い興』と呼ばれるものや、「奥」に見える『おく里』など、「こ」以外の見分け方も複数の種類がある。
興里の刀工銘が頻繁に変化した理由としては、その存命中から切れ味抜群で人気が高かったことから、偽物が多く作られたことによる対応策と考えられている。偽物が出回るほど切れ味は確かであったらしく、後世に山田浅右衛門が作刀の切れ味の良さをランク付けした『懐宝剣尺』には最上位にあたる「最上大業物」（さいじょうおおわざもの）に列せられるほどであり、山城国の名工である堀川国広と共に新刀の横綱と評されていた。
刀剣のほか甲冑や兜などの作品もあり、作刀時期としては明暦～延宝頃の約20年間と言われる。

## 作品

### 重要文化財
- 刀〈銘 長曾禰興里入道虎徹／〉 - 国指定文化財等データベース（文化庁） -（1928年4月4日指定）三尺二寸五分。和歌山県・紀州東照宮蔵、和歌山県立博物館寄託
  - 寛文2年、徳川頼宣の注文打ち[8]、紀州徳川家伝来、昭和2年奉納。
- 刀〈銘 長曾祢興里入道乕徹／〉 - 国指定文化財等データベース（文化庁） -（1949年2月18日指定）目釘孔・上1つ[9]。個人蔵
- 刀〈銘 住東叡山忍岡辺長曾禰虎入道 寛文拾一年二月吉祥日／〉 - 国指定文化財等データベース（文化庁） - （1952年3月29日指定）富山県・秋水美術館[10]
- 刀〈銘 長曽禰興里入道乕徹／〉 - 国指定文化財等データベース（文化庁） - （1952年7月19日指定）目釘孔・上2つ。刀剣博物館保管
- 刀〈銘 長曾禰興里入道乕徹／〉 - 国指定文化財等データベース（文化庁） - （1959年6月27日指定）目釘孔・2つ[11]。京都国立博物館

### 重要美術品
- 蓬莱山虎徹 - 短刀 銘 八幡大菩薩 天照皇大神宮 春日大明神 （三つ葉葵紋）興里彫物同作 真鍛作之 
  - 寛文11～12年頃の戸田松平家注文打ち。のち戸田松平家伝来[12][13]。「日本三刀」のうちの一振り。
- 刀 銘 長曽祢興里入道乕徹／（金象嵌）神妙々一翁愛品 - 柏原美術館（旧・岩国美術館）所蔵[14][15]
  - 寛文12～13年の作
- 風雷神虎徹 - 脇指 銘 長曽祢興里 彫物同作。風神雷神図のある、元犬養木堂愛刀[16]。
  - 延宝5年頃の作。一時期、アメリカに渡っていたが、現在は里帰りしている[17]。
- 脇指 銘 乕徹入道興里 彫物同作 - [18]

### その他
- 刀 銘 長曽祢虎徹入道興里／（金象嵌銘）四胴　山野加右衛門六十八歳ニテ截断　于時寛文五年二月廿五日[19] - 東京国立博物館
- 短刀 銘 長曽祢興里虎徹入道　同作彫之　寛文元年九月日[20] - 東京国立博物館
- 脇指 銘 長曽祢興里　延宝五年二月吉祥日[21] - 東京国立博物館
- 刀 銘 長曽祢興里入道乕徹／（金象嵌）寛文五年十二月十六日　山野加右衛門六十八歳永久（花押）　四ツ胴截断[22] - 東京富士美術館
- 脇指 銘 長曽祢興里入道乕徹 - 彦根城博物館[23] 幕末の大老井伊直弼指料、粟田口一竿子忠綱太刀の小刀
- 薙刀 銘長曽祢興里入道乕徹 - 数少ない興里の薙刀。江戸東京博物館[24]
- 海舟虎徹 - 「刀 銘 長曽祢興里 真鍜作之」。刃長71.2cm。『虎徹大鑑』所載の1振で、「勝海舟」の愛刀であったことから「海舟虎徹」と呼ばれた。刀剣ワールド財団所蔵。[25]
- 脇指 銘 同作彫之 長曾禰興里虎徹入道／（金象嵌銘）寛文元年霜月廿五日　山野加右衛門六十四歳永久（花押）　脇毛弐ツ胴度々三ツ胴截断 - 重要刀剣。大黒天の彫り物がある。個人蔵。刀剣博物館保管[26]。
- 石灯籠切虎徹 - 「刀 銘 長曽祢興里入道乕徹　石燈篭切」。二尺一寸三分（約64.5センチメートル）の直刀。本阿弥光遜の著書『刀談片々』では虎徹の作品で最も著名とされる。注文主の旗本に切れ味を証明するため、松の枝を切ろうとしたが勢い余り側にあった石灯籠まで切り込んだ逸話に由来する。特別注文と思われる無反りで他に類をみない体配を示しており、虎徹の作中でも群を抜いた異風な作風を示している[27]。
- 脇差 銘 虎徹（最後の虎徹） - 稲葉正休が依頼し、江戸城内で大老・堀田正俊を刺殺したと伝わる脇差。宗延寺社宝[28][29]。
- 稲葉虎徹 - 刀 銘 住東叡山忍岡辺 長曽祢虎入道彫物同作。越前の家老・稲葉家に伝わった刀。  - 重要刀剣（個人蔵）
- 浦島虎徹 - 「脇指 銘 長曽祢興里　万治三年十二月日　同作彫之」[16][30][31][32]。1尺1寸4分の脇差[32]。刀銘は刺し表に浦島太郎とされる人物が彫られている[32]。鳥取藩主池田家伝来[32]。
- 蜂須賀虎徹 - 「刀 銘 長曽祢興里入道虎徹／（金象嵌）寛文五年乙霜月十一日 弐ツ胴截断 山野加右衛門永久 （花押）」[33]。刃長二尺二寸八分、反り三分、庵棟[33]。徳島藩主である蜂須賀家に伝来したことから名付けられる[33]。
- 刀 銘 長曽祢興里入道虎徹 - 山形県指定文化財、寛文4年頃の作[34]。
- 坤皆断虎徹 - 「銘 長曽禰虎徹入道興里　彫之同作（金象嵌）坤皆断　三ツ胴　二ツ胴裁断之其外所々　無一不試故号坤皆断　山野加右衛門尉永久（花押）」[35]。

### 刀剣以外
- 小田籠手／馬手（右）銘「於武州江戸作之」　射向(左)銘「長曽祢興里」[36] - 東京国立博物館